# Ulica Klonowa w Warszawie

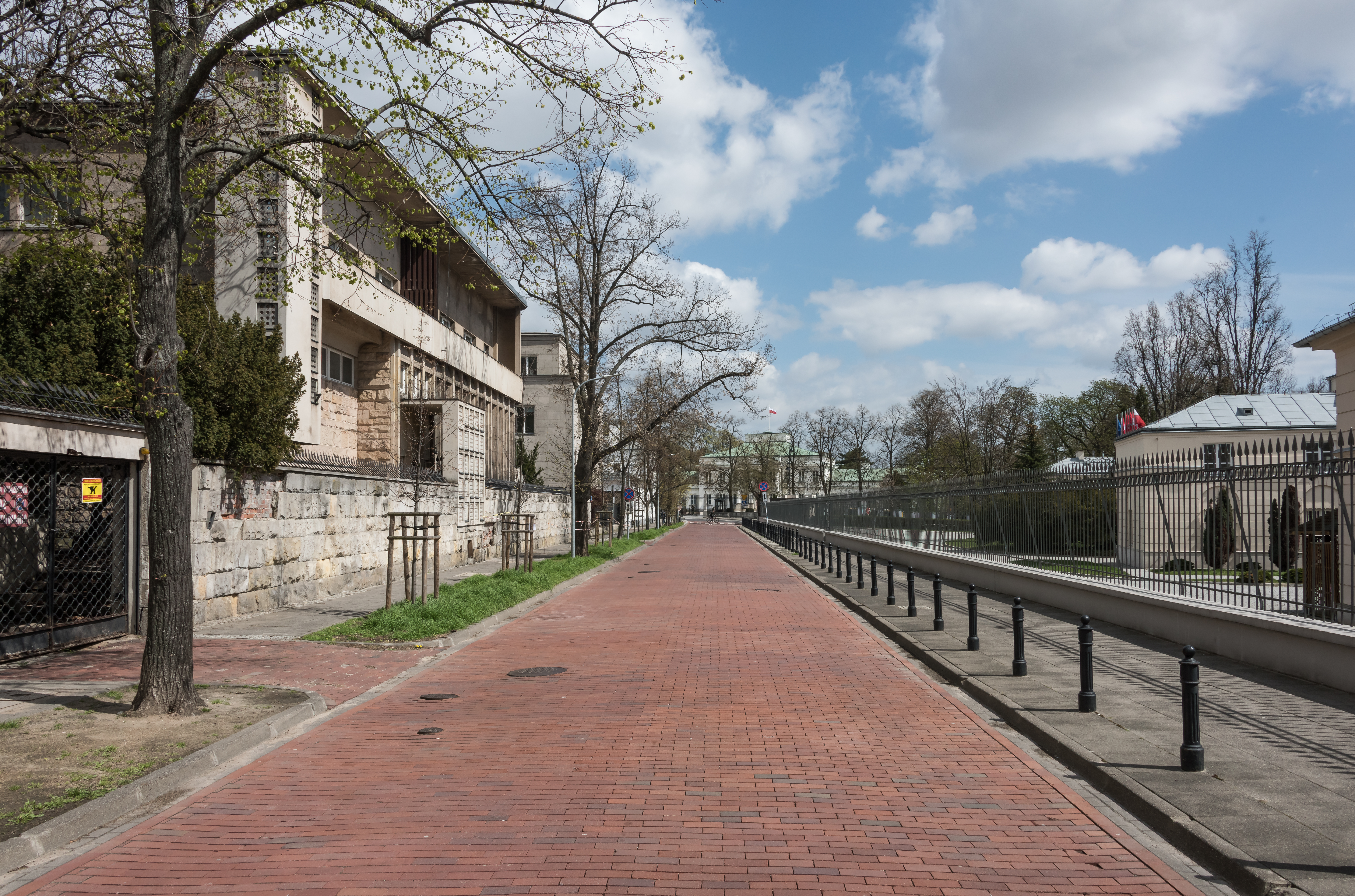
Ulica Klonowa na wysokości ul. Flory, widok w kierunku ul. Belwederskiej

Ulica Klonowa – ulica w warszawskich dzielnicach Śródmieście i Mokotów, biegnąca od ul. Belwederskiej do placu Unii Lubelskiej.

## Historia

### XVIII w.
Ulica Klonowa, zwana niegdyś Okopową, powstała w 1770 jako silnie załamana droga biegnąca wzdłuż usypywanych wtedy okopów Lubomirskiego.
Według planu miała łączyć węzeł późniejszych ulic: Polną z Marszałkowską i al. Szucha z Drogą Kalwaryjską (czyli dzisiejszymi Al. Ujazdowskimi) na wysokości Belwederu. Odcinek ulicy od załomu do owego węzła (dzisiejszego placu Unii Lubelskiej) poprowadzono pod wałem, jako swego rodzaju drogę forteczną, stąd pierwotna nazwa - Okopowa. Na wysokości załamania jej biegu urządzono bastion ziemny.
Od strony miasta wzdłuż drogi od 1772 rozciągał się ogród królewskiego malarza Marcella Bacciarellego; zaplanowany z centralnym rondem, otoczonym rozchodzącymi się promieniście alejkami.
Przy załomie Okopowej urządzono heksagonalny staw, zaś od strony późniejszego placu Unii Lubelskiej wybudowano piętrowy pałacyk. Na terenie jego ogrodu wzniesiono projektowany przez Jana Christiana Kamsetzera pawilon w formie rotundy.

### XIX w.
Trójboczny placyk tworzony przez Okopy Lubomirskiego, obecną ul. Belwederską i początkowy odcinek Okopowej należał ówcześnie do Belwederu. W okresie 1819-20 zabudowano go pawilonem stajni i wozowni wielkiego księcia Konstantego. Kolejnym elementem zabudowań Belwederu był maneż zwany także rajszulą. Jego budowa w latach 1823-24 wymusiła odsunięcie odcinka wału celem poszerzenia posesji. Oba budynki zaprojektował architekt Jakub Kubicki; równocześnie po przeciwnej stronie ulicy powstały zabudowania gospodarcze Belwederu.
Okopowa od początku swego istnienia obsadzona była klonami; po 1876 od ich miana nadano obecną nazwę ulicy.
W 1884 kolejny właściciel Bagateli (dawnego ogrodu Marcella Bacciarellego) Józef Maurycy Kamiński urządził na jego terenie ogród zoologiczny. Po dekadzie ogród z pałacem zakupiło Warszawskie Towarzystwo Ogrodnicze. Równocześnie przeprowadzono prace porządkowe według projektu Waleriana Kronenberga, zaś w 1900 część ogrodu rozparcelowano, wytyczając ul. Flory.

### XX w.
Tereny pomiędzy obecnym placem Unii Lubelskiej a nową ulicą rozparcelowano na niewielkie działki, zabudowane do 1914 kamienicami, zaliczanymi ówcześnie do najwyższych w mieście. Od strony ulicy Klonowej pod nr. 20 wzniesiono po 1900 trzypiętrowy dom Rösmanów (nadbudowany o dwie kolejne kondygnacje około 1911) i pod nr. 14 również trzypiętrowy dom Grymkiewicza.
W okresie 1912–1913 według konkursowego projektu Henryka Juliana Gaya pod nr. 16 wzniesiono gmach gimnazjum męskiego Towarzystwa Szkoły Mazowieckiej. Koniec jej budowy zbiegł się w czasie z rozpoczęciem prac nad wzniesieniem kamienicy Alfreda Binzera u zbiegu z ul. Flory. Jej projektanci − Karol Jankowski i Franciszek Lilpop − przewidzieli wzniesienie aż ośmiu pięter, co zaliczało ją do grupy najwyższych w mieście.
Do wybuchu I wojny światowej kilka parcel pozostało bez zabudowy. Luki te uzupełniono dopiero w latach 30., rozbudowując gmach szkolny oraz wznosząc pod nr. 12 kolejną kamienicę dla Alfreda Binzera.
W 1935 po parcelacji resztówki ogrodu Bagatela przeprowadzono ul. Bacciarellego; parcele narożne zajęły dwie wille zaprojektowane przez Marcina Weinfelda (willa Czesława Wehra, nr 4) oraz Bohdana Pniewskiego (willa Muszyńskiego i Urbanowicza, nr 6/8).
Położony naprzeciwko maneż trwał bez zmian, zaś stajnie belwederskie około 1930 przebudowano na rezydencję marszałka Edwarda Śmigłego-Rydza i hotel Urzędu Rady Ministrów.
Klonowa była w tym okresie ulicą nowoczesną: otrzymała nawierzchnię z asfaltu oraz nowoczesne latarnie gazowe. Naprzeciwko domu pod nr. 20 działała w latach 30. stacja benzynowa. W latach okupacji Klonowa znalazła się w obrębie wydzielonej szlabanami tzw. dzielnicy niemieckiej i jako jedna z niewielu ulic w centrum miasta uniknęła strat w zabudowie.
W okresie powojennym kamienice zostały zdewastowane, zaś poddany dość niefortunnej przebudowie gmach Towarzystwa Szkoły Mazowieckiej pomieścił XV Liceum Ogólnokształcące im. Narcyzy Żmichowskiej. W 1967 zakończono budowę hotelu Urzędu Rady Ministrów.

## Ważniejsze obiekty
- Ministerstwo Obrony Narodowej z budynkiem maneżu belwederskiego (nr 2)
- Zespół Rezydencji Belweder Klonowa Kancelarii Prezydenta RP (ul. Flory 2)
- Willa Czesława Wehra (nr 4)
- Willa Muszyńskiego i Urbanowicza (nr 6/8)
- XV Liceum Ogólnokształcące z Oddziałami Dwujęzycznymi im. Narcyzy Żmichowskiej